# GB原人2
『GB原人2』は、1994年10月21日に日本のハドソンから発売されたゲームボーイ用横スクロールアクションゲームである。日本国外では『Bonk's Revenge』のタイトルで発売された。
同社による『原人シリーズ』のゲームボーイ用ソフト第3作目。シリーズで初めてスーパーゲームボーイに対応しているほか、肉を取ると3種類のキャラクターから好きな変身を選べる「ニクニクルーレットシステム」など、独特なシステムも多い。
開発はレッドカンパニーが行い、プロデューサーはゲームボーイ用ソフト『ボンバーマンGB』（1994年）を手掛けた宮本徳人、ゲーム・デザインおよびディレクターはPCエンジンアーケードカードCD-ROM²用ソフト『カブキ一刀涼談』（1995年）を手掛けた赤羽仁、音楽はスーパーファミコン用ソフト『ラスベガスドリーム』（1993年）を手掛けた松前公高が担当している。
2000年にはニンテンドウパワーの書き換え用ソフトとして発売された。

## ゲーム内容

### パワーアップ
GB原人2に2段階パワーアップ状態は無く、肉を取るたびルーレットでパワーアップが決まる。どのパワーアップも1回ダメージを受けると元に戻る点は同じだが、変身の時間制限が無くなっている。また、無敵アイテムはHと書かれたボールが別に用意されている。
GB食人
GB原人2のパワーアップ状態。ボンクやスピンボンクを当てると噛み付き攻撃になり、敵に与えるダメージ分を吸収して自分のライフを回復できる。また、グランドボンクで画面内の敵全てにダメージを与えることができる。
GB達人
GB原人2のパワーアップ状態。攻撃力だけでなく、スピードとジャンプ力も2倍になる。また、食人同様、グランドボンクで画面内の敵全てにダメージを与えることができる。
GB盗人
GB原人2のパワーアップ状態。隠し部屋に入ることができるようになり、ニコニコチップの取得数が2倍になる。ただし攻撃力は通常時と同じでグランドボンクを使用できない。また、地面にスピンボンクをすると頭がめり込んでしまい隙だらけになってしまう。

このほか、プレス機（岩）に潰されると、ダメージは無いがペチャンコになり、一定時間は動きが遅くジャンプも不可になる（1回ダメージを受けると元に戻る）。

### パワーダウン
GB怪我人
ボーナスステージのメカ原人とのバトルで負けると変身する。この姿だと受けるダメージが2倍になり、プレイヤーストックを1減らすかパワーアップするまで元の状態には戻れない。

## スタッフ
- ゲーム・スタッフ
  - エグゼクティブ・プロデューサー：松永智史
  - プロデューサー：宮本徳人
  - ゲーム・デザイン：じん ばねばね（赤羽仁）
  - プログラム：じゅんちゃん（相原順子）、どくたーあらい（荒居弘之）
  - グラフィック・デザイナー：はるまげどん いん（印内紀美）、ったげ（八田博信）、すぱお（浦部勝彦）
- キャラクター・デザイン：青木コブ太
- サウンド・スタッフ
  - 作曲：松前公高
  - オペレーター：守尾崇
  - ディレクター：中神紀之（電気未来社）
- アドバイザー：川口佳之、秋元哲也、市沢保弘、三上由起子
- スペシャル・サンクス：阿部K助、湯沢河童、門脇光弘、みついゆめのすけ
- ディレクター：じん ばねばね（赤羽仁）

## 評価
ゲーム誌『ファミコン通信』の「クロスレビュー」では、5・5・5・4の合計19点（満40点）、『ファミリーコンピュータMagazine』の読者投票による「ゲーム通信簿」での評価は以下の通りとなっており、20.5点（満30点）となっている。
| 項目 | キャラクタ | 音楽 | 操作性 | 熱中度 | お買得度 | オリジナリティ | 総合 |
| 得点 | 3.9        | 3.4  | 3.4    | 3.4    | 3.4      | 3.0            | 20.5 |